# D-1 (潜水艦)
|          |                       |
| 艦歴     |                       |
| 発注     |                       |
| 起工     | 1908年4月16日         |
| 進水     | 1909年4月8日          |
| 就役     | 1909年11月23日        |
| 退役     | 1922年2月8日          |
| その後   | スクラップとして売却  |
| 除籍     | 1922年2月8日          |
| 性能諸元 |                       |
| 排水量   | 288トン               |
| 全長     | 134 ft 10 in (41 m)   |
| 全幅     | 13 ft 11 in (4.2 m)   |
| 吃水     | 11 ft 8 in (3.6 m)    |
| 機関     |                       |
| 最大速   | 13ノット              |
| 乗員     | 士官、兵員15名        |
| 兵装     | 18インチ魚雷発射管4門 |

D-1 (USS D-1, SS-17) は、アメリカ海軍の潜水艦。D級潜水艦の1番艦。当初の艦名はナーワル (USS Narwhal) であった。

## 艦歴
ナーワルは1908年4月16日にマサチューセッツ州クインシーのフォアリバー造船所で起工する。1909年4月8日にG・C・デービソン夫人によって進水し、1909年11月23日に艦長J・C・タウンゼント大尉の指揮下就役する。
ナーワルはロードアイランド州ニューポートを拠点とする大西洋水雷艦隊に合流した。潜水艦のパイオニアとも言えるナーワルと姉妹艦は、ケープコッド、ナラガンセット湾、ロングアイランド・サウンド、ブロックアイランド・サウンド、チェサピーク湾、ノーフォーク沖で活発な作戦行動を行った。その内容は魚雷発射訓練、実験活動および東海岸沿いの巡航が含まれた。
ナーワルは1911年11月17日に D-1 と改名された。
1913年1月20日から4月11日まで潜水小艦隊はカリブ海へ巡航し、1914年1月5日から4月21日までメキシコ湾およびフロリダの港を訪問した。
第一次世界大戦中に D-1 は潜水艦乗組員および士官の訓練を行い、第3海軍管区での実験を支援した。オーバーホール後 D-1 は1919年9月9日に予備役となり、新たな潜水艦乗組員の訓練および実験開発任務を継続した。1921年7月15日に再就役し通常任務に復帰する。D-1 は牽引され1922年1月30日にフィラデルフィア海軍造船所に到着、1922年2月8日に退役し、1922年6月5日に売却された。